# Прим'ярки (Томашівський повіт)
Прим'ярки (пол. Przymiarki; укр. Примірки) — частина села Тарношин у Польщі, в Люблінському воєводстві Томашовського повіту, ґміни Ульгувек.